# Плавенцино
Плавенцино (пол. Pławęcino) — село в Польщі, у гміні Ґосьцино Колобжезького повіту Західнопоморського воєводства.
У 1975-1998 роках село належало до Кошалінського воєводства.